# Martí Crespí Pascual
Martí Crespí Pascual (Sa Pobla, 15 de juny de 1987) és un exfutbolista professional mallorquí que actualment juga com a defensa.

## Trajectòria esportiva
Procedeix de les categories inferiors de la UE Poblera abans de recalar a les categories inferiors del Real Mallorca. A finals de la temporada 2011/12 Joaquín Caparrós, tècnic mallorquinista, anuncià que no comptava amb ell, així com tampoc o feia amb els també defenses el Pau Cendrós i Pablo Cáceres, ambdós laterals. Després d'això Crespí posaria rumb a la Premier League d'Ucraïna fitxant pel FC Txornomorets Odessa del també mallorquí Sito Riera, germà de l'internacional Albert Riera.
Destaca en la seva trajectòria com a professional el fet d'haver estat un cop internacional Sots-19 i un altre cop internacional Sots-21 amb la selecció espanyola de futbol.
La seva posició natural és la de defensa central, tot i que al RCD Mallorca B hi destacà com a pivot defensiu i ja en el primer equip mallorquinista ho feu també com a lateral dret, aprofitant una inoportuna lesió del seu bon amic Pau Cendrós, qui ja recuperat relegà de nou Crespí al banquet. El dia 26 d'agost del 2013 va fitxar pel CE Sabadell.

## Palmarès
Ascens a Lliga BBVA amb el Xerez C.D. (Temp. 08-09)